# MorphOS

Die Systemarchitektur

MorphOS ist ein Mikrokernel-Betriebssystem für die PowerPC-Architektur der Pegasos-Rechnerfamilie, das EFIKA-Board von Genesi, das SAM460-Board von ACube Systems sowie für Apple-PPC-Rechner der Serien Mac mini (G4), eMac und Power Mac (G4 und G5) sowie die Laptops iBook (G4) und PowerBook (G4). Es ist per 68k-Emulation binärkompatibel zu Software, die für AmigaOS geschrieben wurde.

## Geschichte

MorphOS im Verhältnis zu anderen Systemen

Die Geschichte des MorphOS reicht zurück bis in das Jahr 1995/96, als der Hauptentwickler Ralph Schmidt (damals noch bei phase5), mit den Arbeiten an der Software-Lösung für powerUP begann. Teilweise sind noch heute Ähnlichkeiten erkennbar, so dass man guten Gewissens MorphOS als den Nachfolger der powerUP-Software (ppc.library) bzw. als die eigentlich vorgesehene vollwertige Software-Lösung für die powerUP-Karten ansehen kann. Erste Versionen von MorphOS waren lange Zeit nur ausgewählten powerUP-Entwicklern als Vollversion zugänglich – sonst als zeitlimitierte Demo-Version. Inzwischen sind die aktuellen Versionen auch für Endanwender verfügbar.
Das MorphOS-Projekt an sich wurde 1999 begonnen. Danach folgten einige Software-Versionen bis zum Stand v1.4. Da Genesi die Entwickler von MorphOS seit Juli 2003 angeblich aus Mangel an Ressourcen nicht mehr bezahlt hatte, gab es daraufhin einige teils öffentliche Querelen unter den Entwicklern. Laut Genesi wurden später einige der betroffenen Entwickler bezahlt, und am 1. Mai 2005 wurde die Version v1.4.5 freigegeben.
Im Laufe des Jahres 2006 wurden einige Updates für die powerUP-Version veröffentlicht.
Am 30. Juni 2008 folgte die Version 2.0, die nun auch auf dem EFIKA-Board von Genesi lauffähig ist. Nach zwei größeren Aktualisierungen folgte am 6. August 2009 Version 2.3. Am 12. Oktober 2009 erschien die Version 2.4, erstmals mit Unterstützung für den Mac mini G4. Mit Version 2.4 folgte die Unterstützung für den eMac. In Version 2.6 vom 10. Oktober 2010, kam erstmals die Unterstützung für den Power Mac hinzu. Am 2. Dezember 2010 wurde die Version 2.7 veröffentlicht. Hauptsächlich ist die Version 2.7 ein Bugfix-Release, z. T. sind auch Neuerungen enthalten, wie die experimentelle Unterstützung von PowerPC-7448-Prozessoren.
Die Veröffentlichung von Version 3.0 erfolgte am 8. Juni 2012 und brachte als wichtigste Neuerung die Unterstützung der PowerBook-Modelle 5,6 bis 5,9. Des Weiteren befindet sich nun ein Brennprogramm für CDs und DVDs, ein FTP/SFTP-Client, eine aktualisierte Version des Odyssey Webbrowsers, neue Reggae-Klassen und der auf Reggae basierende Audioplayer Jukebox im Lieferumfang. Ab Version 3.2 werden nun weitere Modelle der Serien PowerBook G4, iBook G4 und Power Mac G5 unterstützt.